# Леодамант
Леодамант (др.-греч. Λεωδάμας) — полумифический-полуисторический царь Милета. Правил, видимо, в VII веке до н. э. Имя Леодамант в ионийском диалекте соответствует имени Лаодамант в беотийском диалекте.
Согласно Конону, два Нелеида Леодамант и Фитрет боролись за власть в Милете. Милетяне постановили, что власть получит тот, кто окажет городу благодеяние. Фитрет не смог победить мелиейцев, а Леодамант захватил Карист. О войне с мелиейцами упоминает Витрувий.
Леодамант убит Амфитром во время праздника Аполлона. Сыновья Леодаманта бежали. Из Фригии в Ассес пришли Тот и Онн со святынями Кабиров. Ассесцы разбили милетцев, сыновья Леодаманта убили Амфитра. Народ избрал эсимнетом Эпимена, и сыновья Амфитра были изгнаны. Так окончилась власть династии Нелеидов.